# CM.com
CM.com (ранее CM Telecom) — международная телекоммуникационная компания, предоставляющая облачные решения и платформы для омниканальной коммуникации с клиентами и коммерции в мобильных устройствах: рассылки и обмен сообщениями в различных мобильных каналах (SMS, PUSH-уведомления, мессенджеры и социальные сети, онлайн-чат, VoIP), цифровая идентификация, обработка мобильных платежей, билетная система, электронное подписание документов. Облачные решения компании — победители премии Future Digital Awards от Juniper Research. CM.com имеет более 20 офисов и 800 сотрудников по всему миру. Главный офис находится в г. Бреда, Нидерланды. В последние годы CM приобрела ряд стартапов в сфере обмена сообщениями и медиа. CM.com был главным спонсором футбольного клуба NAC Breda с 2015 по 2020 год.

## История
CM.com была основана в 1999 году двумя студентами Технического университета Эйндховена — Йеруном ван Глаббеком и Гилбертом Гуйерсом. Во время учебы им пришла в голову идея создать систему платных информационных SMS-сообщений. В качестве названия для своей компании они придумали аббревиатуру CM, что означает Club Message — система рассылки SMS-сообщений, которую они создали для своего первого клиента, ночного клуба Highstreet в г.Хоогстратен, Бельгия. В сочетании с активным развитием мобильной телефонии эта концепция стала хитом. В течение двух лет клиентами компании стала почти тысяча клубов: программное обеспечение использовалось организаторами мероприятий и крупными ночными заведениями для продвижения своих вечеринок.
В течение следующих нескольких лет компания сосредоточилась на расширении своего сервиса SMS-сообщений, создала и запатентовала программное обеспечение MailText. Сервис SMS-голосования CM.com использовался в крупных радио- и телешоу, таких как «Евровидение».

## Приобретения и выход на IPO
2009—2012: Приобретены SMS-портфели компаний LogicaCMG, Mobillion. MobileWeb, Silverstreet Europe и GIN.
2013: CM приобретает SMS-компании Paratel и SMSHosting, а также британского разработчика приложений OneSixty Mobile.
2014—2015: К группе компаний CM присоединяется Callfactory. Приобретена немецкая SMS-компания SMS Trade.
2016: Приобретена английская компания GlobalMessaging и разработчик мобильных приложений Service2Media. Также в этом году CM.com запускает инструмент аналитики в режиме реального времени для мобильных устройств. Этот веб-инструмент предоставляет клиентам информацию о трафике обмена сообщениями и конверсиях. CM.com выходит на рынок продажи билетов, приобретая голландскую компанию TicketFlow.
2017: CM.com приобрела платежную организацию Docdata Payments BV у ее американского владельца Ingram Micro.
2020: Компания CM.com вышла на IPO (Euronext Amsterdam). Основными акционерами стали компания DSCO вместе с инвестиционным фондом Teslin, владеющие примерно одной третью акций. За IPO последовали приобретения Global Ticket, CX Company и RobinHQ, а также запуск собственных облачных решений Mobile Marketing Cloud и Mobile Service Cloud.
2021: CM.com продолжает активно развиваться и приобретает поставщика платежных услуг PayPlaza, а также компании Yourticketprovider, Tracedock, Phos и Appmiral.

## Обзор продуктов
Компания создала комплекс облачных решений для диалоговой (разговорной) коммерции (Conversational Commerce). Концепция портфеля продуктов CM.com заключается в предоставлении бесшовного омниканального клиентского опыта в смартфоне: рассылки, консультации, покупка, оплата и поддержка происходят в смартфоне клиента в удобном для него канале. В портфель продуктов CM.com входят:

#### SaaS-продукты
- Mobile Marketing Cloud — омниканальное решение для привлечения клиентов с автоматическими цепочками рассылок (email, SMS, WhatsApp, голосовые сообщения), созданием лэндингов, хранением данных клиентов на CDP-платформе (Customer data platform) и продвинутой веб-аналитикой (TraceDock).
- Conversational AI Cloud — автоматизация общения с клиентами с помощью сценарных и самообучающихся чат-ботов.
- Mobile Service Cloud — сервис для обработки обращений клиентов из онлайн-чата, мессенджеров и социальных сетей в едином окне.
- Ticketing — сервис для быстрого создания онлайн-магазина по продаже билетов.
- Sign — система для электронного подписания документов.

#### PaaS-решения[27][28]
- Коммуникационная платформа — облачная платформа с единым API для обмена сообщениями по всем каналам (SMS, WhatsApp, Viber, Telegram, Facebook Messenger, Instagram, Google's Business Messages, RCS, Twitter, Apple Messages for Business, Push-уведомления, VoIP).
- Платёжная платформа — единая платформа для онлайн и POS-платежей.

Все облачные решения сочетаются между собой, создавая All-in-One-Solution. Они позволяют отделам маркетинга, продаж и клиентской поддержки автоматизировать взаимодействие с клиентами по различным мобильным каналам и сделать его более персонализированным.

## Распространенность в мире
CM.com имеет более 20 офисов по всему миру. По данным публичного отчета компании, за 2020 год с помощью её сервисов было отправлено 3,7 миллиардов сообщений, продано 3,3 миллиона билетов и проведено платежей на 729 миллионов евро.
Клиенты компании работают в 118 странах мира. Среди них Coca-Cola, BMW Group, Etam, DHL, Heineken и другие компании. С 2020 года компания является спонсором и партнером Гран-при Нидерландов Формула-1.

## Награды и статусы
В 2022 году компания CM.com получила 2 платиновые награды в премии Future Digital Awards от ведущей исследовательской компании в области мобильной связи Juniper Research: лучшее решение CCaaS (Contact Centre-as-a-Solution) за продукт Mobile Service Cloud и лучшее решение для диалоговой коммерции за продукт Mobile Marketing Cloud.
В 2021 году Juniper Research присудила CM.com позицию «Признанный лидер» в трех категориях: Диалоговая коммерция (Conversational commerce), поставщики CPaaS-решений и платформы для обмена сообщениями.
В 2021 году компания CM.com вошла в престижный рейтинг Frost Radar для поставщиков коммуникационных платформ как услуг (CPaaS), а также получила награду за лидерство в конкурентной стратегии в Европе в 2021 году (2021 European Competitive Strategy Leadership Award), присужденную на основании анализа европейского рынка разговорного ИИ, проведенного Frost & Sullivan.
В руководствах по рынку за 2020, 2019 и 2018 годы от компании Gartner, мирового лидера в области исследований и консалтинга, компания CM.com признана Representative Vendor в сфере CPaaS-решений. Компания CM.com классифицируется Gartner как поставщик CPaaS решений для диалоговой коммерции (Conversational commerce).